# Farnborough (Londres)
Pour les articles homonymes, voir Farnborough (homonymie).
Farnborough est une zone anglaise située au sud-est de Londres, dans le borough londonien de Bromley.